# 国際ジャズ・デー

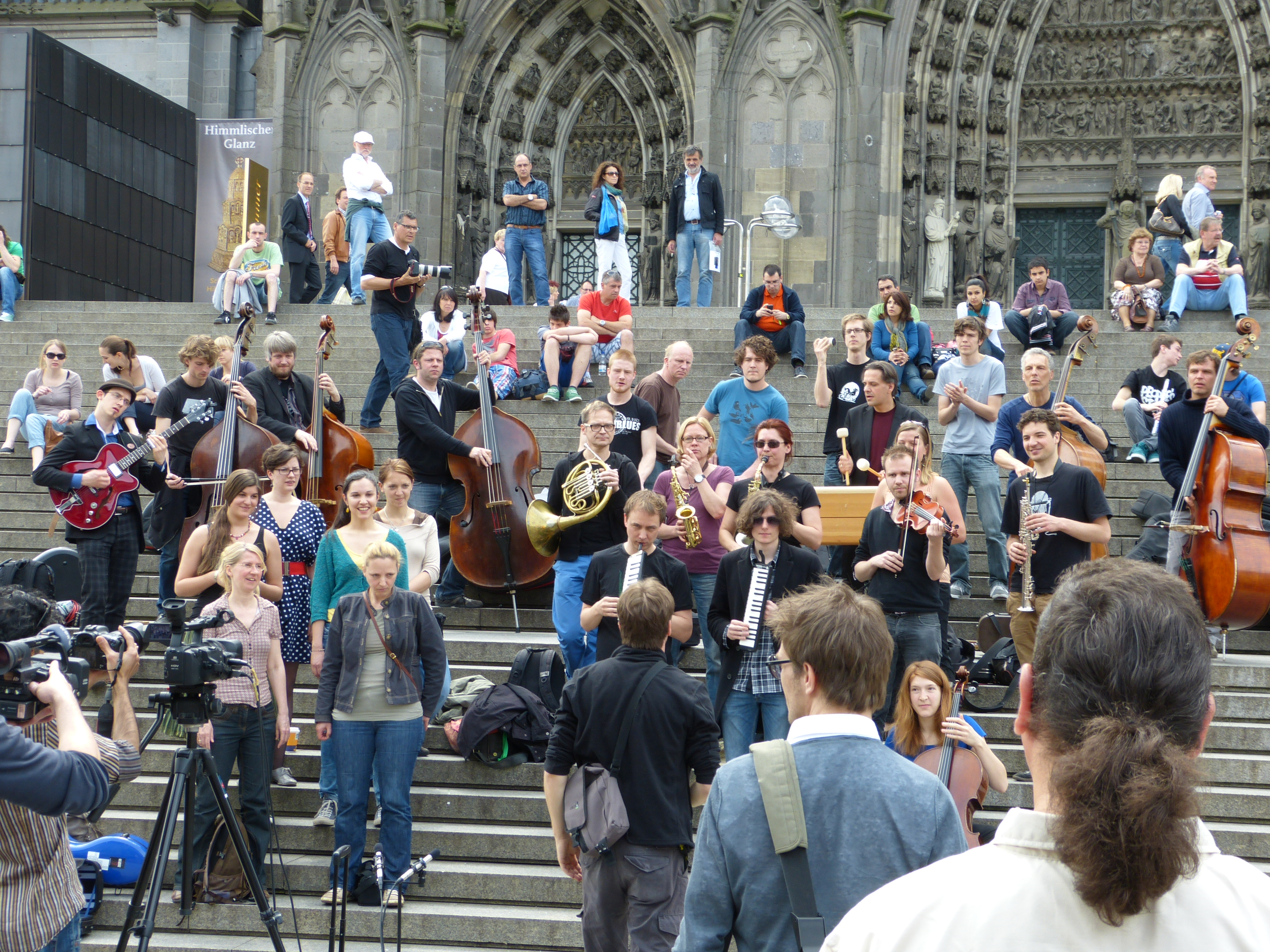
2012年、初めての国際ジャズ・デーを祝うためのケルンのジャズミュージシャンのフラッシュモブ

国際ジャズ・デー（こくさいジャズ・デー）は、アメリカ合衆国のジャズ教育機関であるハービー・ハンコック・インスティテュート・オブ・ジャズとユネスコが主催するジャズを祝う国際デー。毎年4月30日に行われる。世界各地で、ジャズのライブ、ワークショップやセミナー、パネルや座談会が開催される。

## 目的
ジャズを通じて世界のさまざまな文化に対する理解を深め、全世界195のユネスコ加盟国をはじめ、未だ十分に教育を受けられる環境にない地域に住む少年少女たちに、ジャズを伝えていくことを目的としている。

## 経緯
パリで開幕した2011年11月ユネスコ総会において、ユネスコと、ユネスコ親善大使をつとめるピアニストのハービー・ハンコックが、2012年から毎年4月30日を“インターナショナル・ジャズ・デイ（International Jazz Day）”とすることを発表した。毎年、グローバル・ホストシティを変えて開催している。
| 年     | グローバル・ホストシティ | メインイベント参加日本人ミュージシャン |
| ------ | ------------------------ | -------------------------------------- |
| 2017年 | ハバナ                   | 黒田卓也                               |
| 2016年 | ワシントンD.C.           | 渡辺貞夫                               |
| 2015年 | パリ                     | 秋吉敏子、日野皓正                     |
| 2014年 | 大阪                     | 日野皓正、秋吉敏子、小曽根真           |
| 2013年 | イスタンブール           | 松居慶子                               |
| 2012年 | -                        | 上原ひろみ                             |

## 参加方法
- 開催イベントは、http://jazzday.com/ にすべて登録されているので、目的の開催イベントを探せる。また、ストリーミング配信で視聴可能なイベントもある。
- 趣旨に沿ったイベントを主催する場合、http://jazzday.com/ に登録することで参加できる。
- Twitter や Facebook でハッシュタグ #JazzDay で情報を共有されている。